# La Serra d'Almos
La Serra d'Almos és un poble del municipi de Tivissa, a la comarca catalana de la Ribera d'Ebre. La població és de 242 habitants (2019).
Va formar un municipi per desagregació de Tivissa el 1787, i s'hi va tornar a incorporar el 1940. Des de llavors bona part de la població ha mostrat una gran inquietud per segregar-se de Tivissa, que s'ha reflectit en diversos intents infructuosos per aconseguir el reconeixement polític de la Serra d'Almos com a municipi independent. El 30 de setembre de 2009 l'Ajuntament de Tivissa va aprovar l'expedient de constitució de l'entitat municipal descentralitzada (EMD) de la Serra d'Almos.

## Llocs d'interès
En el nucli urbà:
- Església de Sant Domènec
- Zona recreativa de La Bolera
- Antics rentadors
- Camí de l'Empedrat (tot i que avui dia resta recobert de ciment en quasi la seva totalitat), a la zona dels horts
- Antic molí de farina, al costat de l'Empedrat

A la rodalia:
- Àrea recreativa de la Font Vella
- Cova d'en Marcó
- Jaciment ibèric del Coll del Moro
- Serra del Montalt, pertanyent a la serra de Llaberia i travessada pel GR 7

El poble té una gran tradició en l'elaboració de pa i pastissos. Així mateix s'hi elaboren vins de qualitat sota la DO Montsant i un oli que ha estat premiat en múltiples ocasions per la seva qualitat sota la DO Siurana.